# 丹尼尔·内斯特
丹尼尔·马克·内斯特（Daniel Mark Nestor，1972年9月4日—），原名达尼耶尔·内斯托罗维奇，出生于塞尔维亚贝尔格莱德，加拿大职业网球运动员，最高ATP男單排名第58位及男雙世界排名第1位，曾获澳大利亚网球公开赛男子双打（2002年）、美国网球公开赛男子双打（2004年）、法国网球公开赛男子双打（2007年）、溫布頓网球公开赛男子双打（2008年）及2000年悉尼奥运会男子双打冠军等等。
内斯特是历史上第一个赢得所有大满贯赛事、大师赛、ATP巡回赛总决赛和奥运会金牌的男双选手，这一成就与布莱恩兄弟相提并论。内斯特被广泛认为是历史上最重要的双打球员之一，这归功于他的长职业生涯和在比赛中的持续成功。2016年1月，内斯特成为ATP历史上第一位赢得1000场比赛的双打选手。他从1994年4月到2018年4月连续进入双打前100，一共连续1134周。内斯特在2018赛季末退役，结束了长达27年的职业生涯。

## 外部連結
- 丹尼尔·内斯特（英文/西班牙文）的官方資料
- 丹尼尔·内斯特的國際網球總會 職業／青少年 官方資料（英文）
- 丹尼尔·内斯特的官方資料（英文）